# George Horsfield
George Horsfield (1882-1956) est un architecte et archéologue britannique. Il est inspecteur en chef des antiquités en Transjordanie de 1928 à 1936. Horsfield commence le déblaiement initial et la conservation de Jerash en 1925 et fouille à Pétra avec sa future épouse, Agnes Conway en 1929.

## Biographie
George Horsfield est né à Meanwood, Leeds, le 19 avril 1882 de Richard Horsfield et de sa femme Sarah. Il fréquente la Leeds Grammar School et part à Londres pour se former à l'architecture dans le bureau du célèbre architecte néo-gothique George Frederick Bodley. Horsfield part ensuite aux États-Unis pour travailler pour le cabinet d'architectes Cram, Goodhue &amp; Ferguson.
Horsfield retourne au Royaume-Uni en 1914 au début de la guerre et se porte volontaire pour servir dans la Royal Naval. Il participe à la campagne de Gallipoli en 1915, après quoi il est nommé dans le 7th West Yorkshire Regiment et prend part à la bataille de la Somme en 1916. Après avoir contracté la Fièvre des tranchées, il est affecté en Inde en 1918, attaché aux Royal Engineers, et devient l'architecte en chef des travaux militaires, Rawalpindi et Shimla.
En 1923, Horsfield devient étudiant à la British School of Archaeology récemment créée à Jérusalem. Son premier directeur, John Garstang, appréciait les antécédents architecturaux de Horsfield.
En 1923, Horsfield devient étudiant à la British School of Archaeology à Jérusalem. À partir de 1925, Horsfield dirige avec John Garstang les fouilles et les travaux de conservation et de restauration à Gerasa. Ses connaissances architecturales et son talent de dessinateur s’avèrent être un atout inestimable. Une attention particulière lui est accordée avec la découverte du théâtre du sud. Dans son édition du 1er août 1925, Illustrated London News le nomme "Personnalité de la semaine". Au cours de ses années en Transjordanie, Horsfield vit à l’Antiquity House" à Gerasa.
En 1928, Horsfield devient inspecteur en chef des antiquités en Transjordanie. À partir de 1929, Horsfield joue un rôle important dans les fouilles de la ville de Pétra, en Nabatée. C’est là qu’il fait la connaissance de l’archéologue Agnes Conway, qui s’intéresse aux fouilles. Conway et Horsfield se marient à Jérusalem en janvier 1932. Après la retraite de Horsfield en 1936, les Horsfields voyagent à travers la région méditerranéenne et s'installent finalement à Londres pendant la Seconde Guerre mondiale. Après la mort d’Agnes Conway en 1950, Horsfield s’installe à Chypre, où il meurt en 1956.